# ジョイント (大麻)

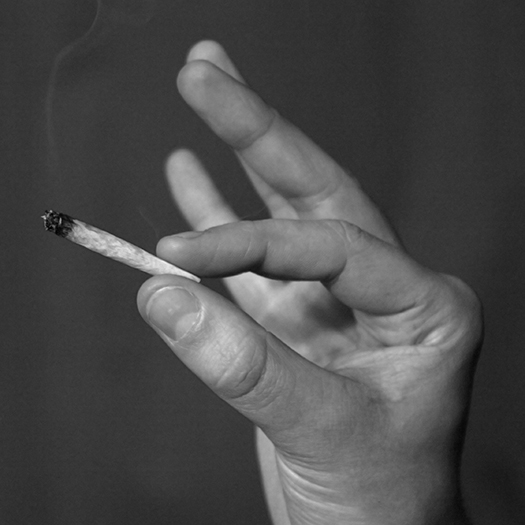
火のついたジョイント

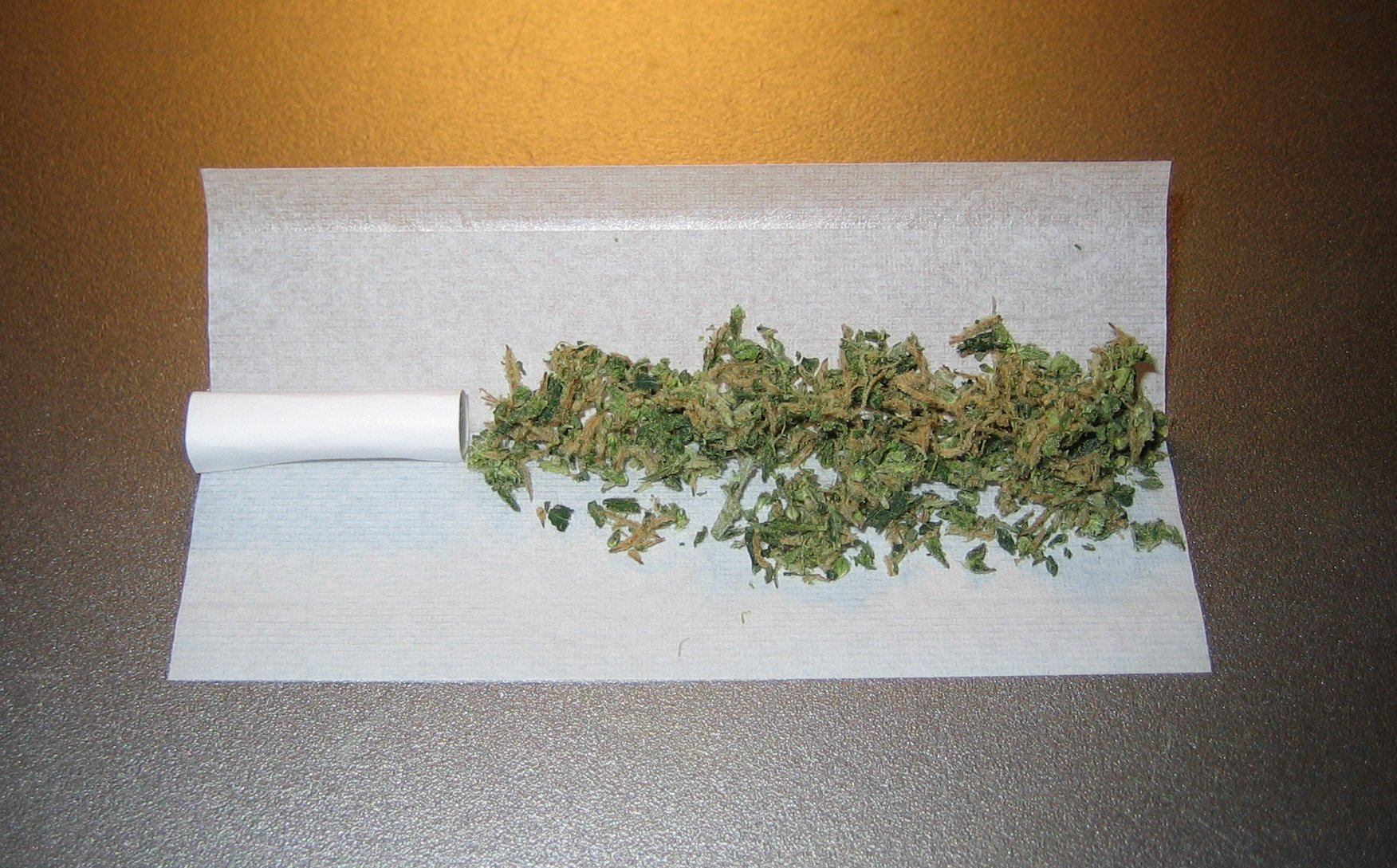
ジョイント、巻く前の状態。左側に紙で作ったフィルターが配置されている。

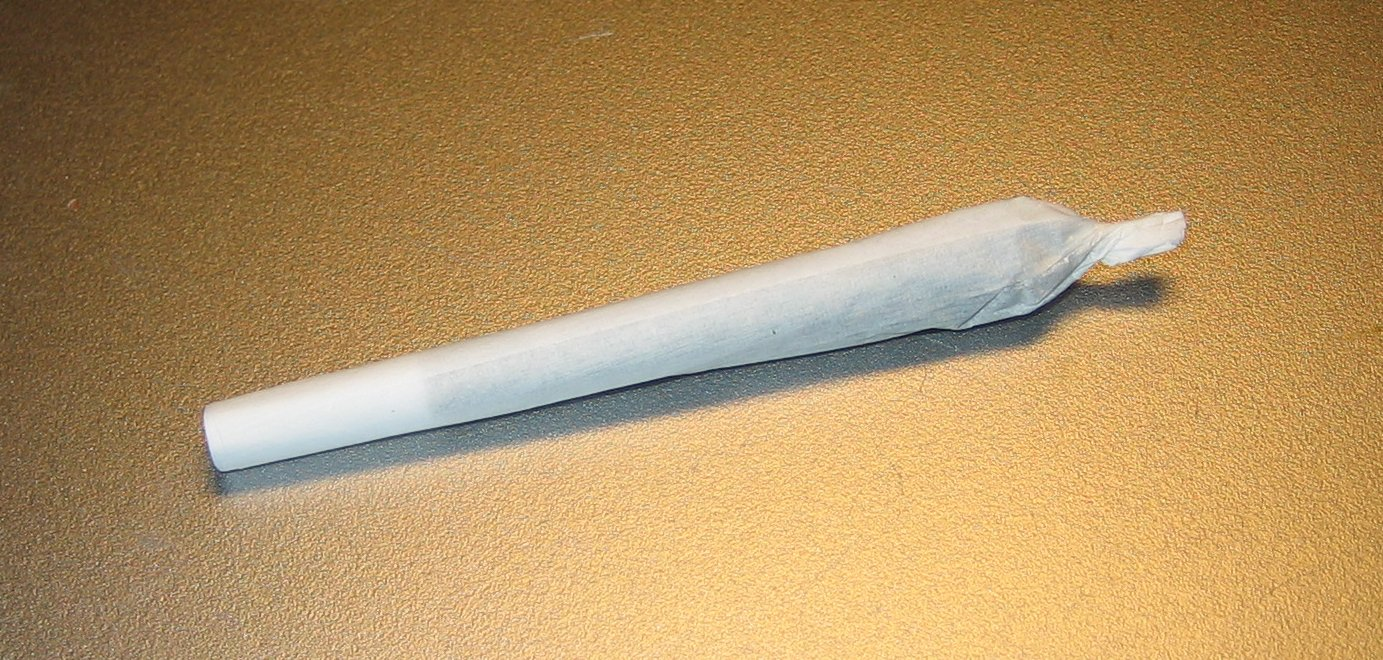
フィルター付のジョイント

ジョイント（英語：joint、IPA /dʒɔɪnt/）は喫煙のために大麻を紙で巻いたもの、すなわち紙巻きたばこ状の大麻である。巻き紙としては、先進各国では通常リズラに代表される紙巻きタバコ専用の紙が用いられる。一方で特に開発途上国では、ありあわせの包装紙やたばこの葉を除いた紙巻きたばこ、ビディからたばこを除いたもの、レシートや新聞紙などもよく用いられる。紙巻きタバコ専用の紙はあらゆるサイズのものが、米、麻、亜麻、カンゾウ、その他香りがつけられたものなどさまざまな素材で作られている。
ジョイントの大きさには好みに応じて幅が見られる。一般的には0.25グラムから1グラムの大麻を含むサイズが好まれるが、過去には1ポンド（450グラム）、あるいはそれ以上の大麻が1本のジョイントとして巻かれたこともある。大麻にたばこの葉が混ぜられることもある。

## バリエーション

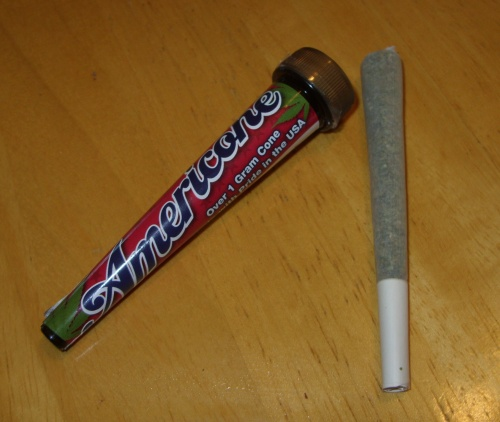
商業的に流通しているアメリカの医療大麻ジョイント

ジョイントには大麻が含まれることが前提となるが、地域によって異なる習慣を持っている。
ヨーロッパや、イギリス連邦のいくつか、そして最近では北アメリカでもジョイント、スプリフ（spliff、後述）にはタバコの空き箱、あるいは名刺などを切って丸めたものを吸い口として用いる。
スプリフはたばこが混ぜられていないジョイントを意味する。すなわちまじりっけなしの大麻ジョイントと、ヨーロッパで一般的なタバコが混ぜられたジョイントとを区別するために用いられる語である。ヨーロッパでは大麻のみ喫煙は一般的ではないが、対照的にこのスプリフという語の発祥となった西インド諸島、とくにジャマイカでは大麻にたばこを混ぜることは一般的ではない 。
オランダの企業は電子ジョイントの製造を行っている。これは電子たばこの仕組みを利用したものである。

## 名称

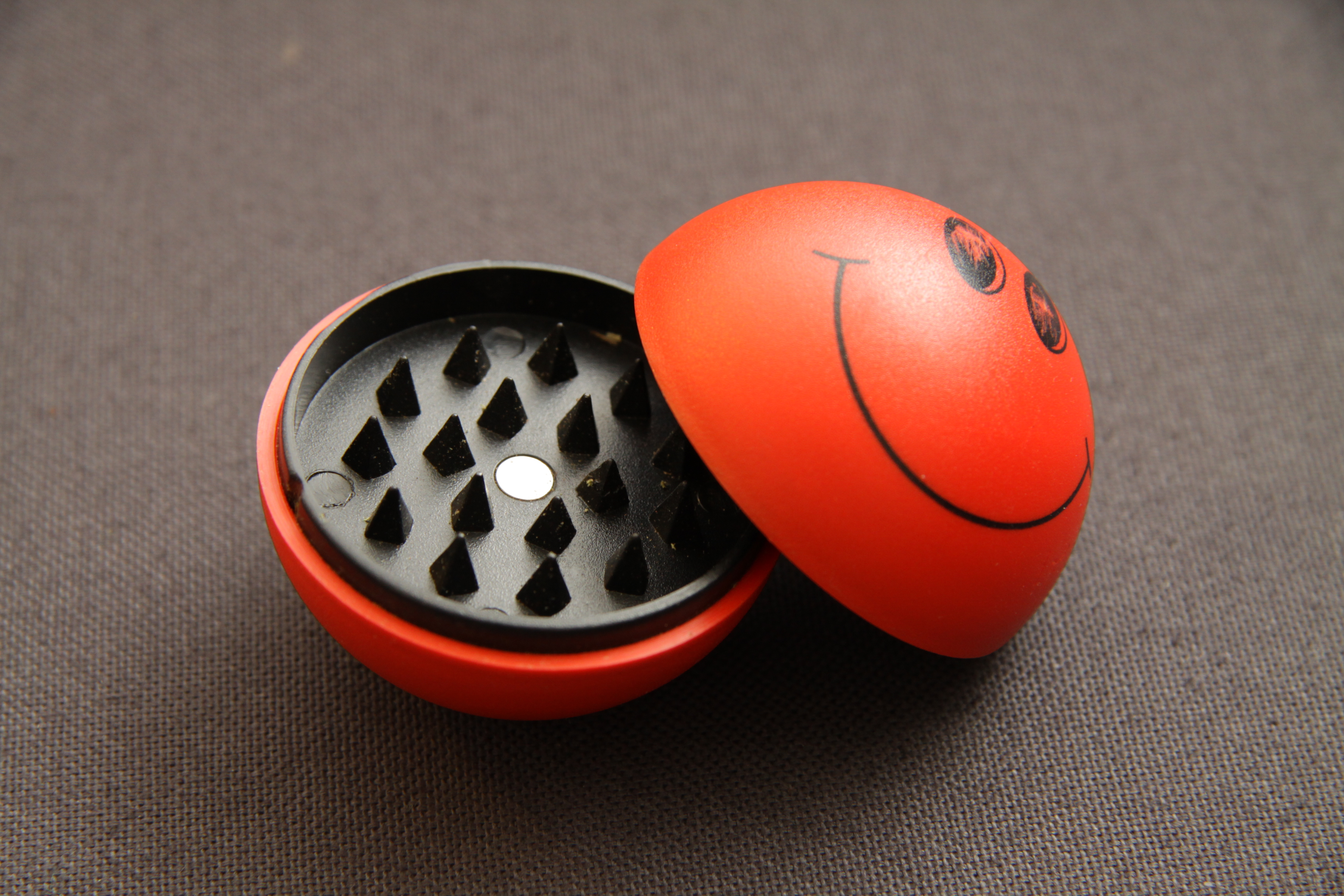
大麻を細かく砕くためのグラインダー

### 語源
ジョイントの語源を辿るとフランス語に行き着く。「参加する」を意味する古フランス語の動詞joindreの過去分詞、すなわち形容詞で、さらにさかのぼるとラテン語のiunctusに由来を求めることができる。これはiungere（参加する、結び合わせる、くびきをかける）の過去分詞である。1821年までにジョイント（joint）はアイルランド系イギリス人の言葉で「別館」、「離れ」という意味を持つようになる。母屋につながった（joined）という文脈での連想である。その後1877年までにジョイント（joint）はアメリカで「場所、建物、施設」、中でも特にアヘン窟を意味するスラングとして発展している。その後「大麻たばこ」という文脈で使用された時期は1938年に求めることができる。
「ジョイント」の他にもたくさんのスラングが同義語として使用されている。「スプリフ」は西インド諸島のジャマイカ英語由来の言葉であるが欧米各国にも、特にイギリスなどヨーロッパのいくつかの国によく浸透している。スプリフの語源についてははっきりしていないが少なくとも1936年にはこの語が使われていた痕跡がある。「Ｊ」あるいは「ジェイ（jay）」がジョイントの略語として使われることもある。「ドゥービー（doobie）」もまたよく用いられる語である。